# Winter World University Games 2025/Teilnehmer (Liechtenstein)
| Gelbes Symbol für Goldmedaillen mit stilisierten Olympischen Ringen | Graues Symbol für Silbermedaillen mit stilisierten Olympischen Ringen | Braundes Symbol für Bronzemedaillen mit stilisierten Olympischen Ringen |
| ------------------------------------------------------------------- | --------------------------------------------------------------------- | ----------------------------------------------------------------------- |
| —                                                                   | —                                                                     | —                                                                       |

Liechtenstein nahm an den Winter World University Games 2025 in Turin mit 4 Athleten (3 Männer und 1 Frau) teil.

## Teilnehmer nach Sportarten

### Ski Alpin
| Athleten         | Wettbewerbe  | 1. Lauf     | 1. Lauf | 2. Lauf       | 2. Lauf       | Gesamt      | Gesamt |
| Athleten         | Wettbewerbe  | Zeit        | Rang    | Zeit          | Rang          | Zeit        | Rang   |
| ---------------- | ------------ | ----------- | ------- | ------------- | ------------- | ----------- | ------ |
| Frauen           |              |             |         |               |               |             |        |
| Christina Bühler | Riesenslalom | 1:07,17 min | 33      | 1:06,39 min   | 29            | 2:13,56 min | 28     |
| Christina Bühler | Slalom       | 41,77       | 30      | DNF           | DNF           | DNF         | DNF    |
| Männer           |              |             |         |               |               |             |        |
| Noah Gianesini   | Kombination  | 1:02,76 min | 46      | 43,62 s       | 36            | 1:46,38 min | 42     |
| Noah Gianesini   | Riesenslalom | DNS         | DNS     | DNS           | DNS           | DNS         | DNS    |
| Noah Gianesini   | Slalom       | 49,82 s     | 54      | DNF           | DNF           | DNF         | DNF    |
| Noah Gianesini   | Super-G      | —           | —       | —             | —             | 1:01,31 min | 34     |
| Fabio John       | Kombination  | DNF         | DNF     | ausgeschieden | ausgeschieden | DNF         | DNF    |
| Fabio John       | Riesenslalom | DNF         | DNF     | ausgeschieden | ausgeschieden | DNF         | DNF    |
| Fabio John       | Slalom       | DNF         | DNF     | ausgeschieden | ausgeschieden | DNF         | DNF    |
| Fabio John       | Super-G      | —           | —       | —             | —             | 1:03,34 min | 41     |
| Christoph Walser | Kombination  | 1:00,86 min | 29      | DNF           | DNF           | DNF         | DNF    |
| Christoph Walser | Riesenslalom | 1:04.04 min | 43      | 1:04.06 min   | 30            | 2:08.10 min | 31     |
| Christoph Walser | Slalom       | 44,69 s     | 40      | DNF           | DNF           | DNF         | DNF    |
| Christoph Walser | Super-G      | —           | —       | —             | —             | 1:00,50 min | 29     |